# Fonroque
Fonroque település Franciaországban, Dordogne megyében. Lakosainak száma 333 fő (2022. január 1.). Fonroque Eymet, Saint-Julien-Innocence-Eulalie, Razac-d’Eymet és Serres-et-Montguyard községekkel határos.

## Népesség
A település népességének változása:
| Lakosok száma | 248  | 223  | 212  | 248  | 306  | 314  | 326  | 332  | 332  | 333  |
|               | 1968 | 1982 | 1990 | 2006 | 2013 | 2015 | 2017 | 2019 | 2020 | 2022 |